# 埃尔阿雷纳尔
埃尔阿雷纳尔（El Arenal）是西班牙安达卢西亚自治区塞维利亚老城区（Casco Antiguo）的一个社区，位于瓜达尔基维尔河东岸。昔日的犹太区圣十字区（Santa Cruz）以西，博物馆区（Museo）和 Alfalfa 以南。它的名字来源于河流东岸曾经拥有的沙地性质。埃尔阿雷纳尔的历史性质，源于其所在的位置曾经是塞维利亚的港口，直到17世纪，由于河流淤积，迫使港口迁至城市的南部边缘。
在16世纪，该区比今天小，位于城墙和河流之间，介于阿雷纳尔门（Puerta del Arenal）与特里亚纳门（Puerta del Triana）之间，是一片低洼的沙地。这里也是臭名昭著的妓院的所在地。
以下是社区的一些历史遗迹：
- 黄金塔（Torre del Oro）, 13世纪摩尔人的瞭望塔
- 皇家造船厂（Reales Atarazanas）
- 塞维利亚斗牛广场（Plaza de toros de la Real Maestranza de Caballería de Sevilla）,塞维利亚的斗牛场，西班牙第二重要的斗牛场，仅次于马德里拉斯班塔斯斗牛场。